# Triewaldsgränd

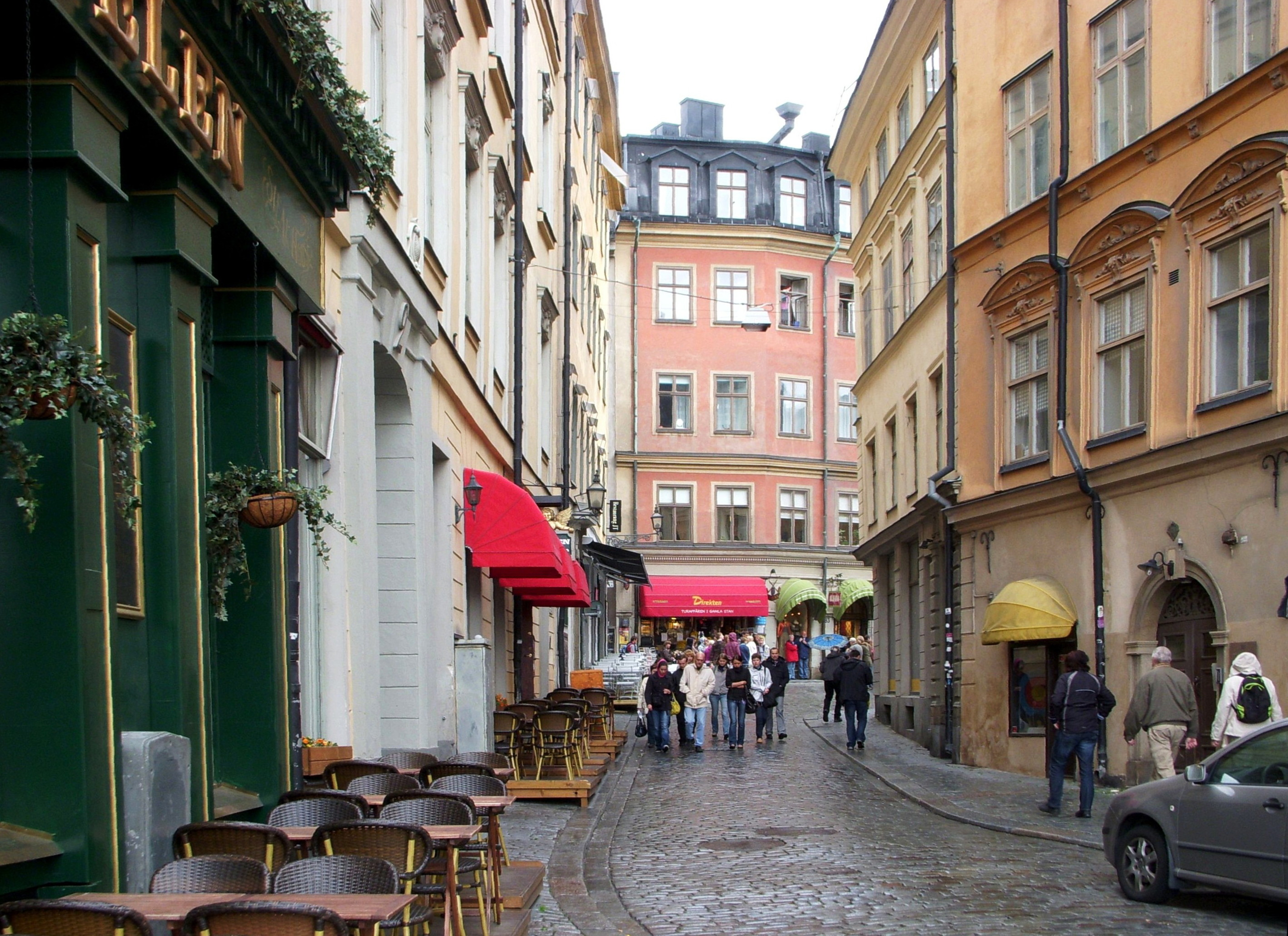
Triewaldsgränd, vy mot Järntorget, 2009. Huset till höger ägdes av Triewald på 1700-taletets början.

Triewaldsgränd är en gata i Gamla stan i Stockholm. Den sträcker sig från Järntorget i norr mot Kornhamnstorg och Slussplan i söder och är cirka 50 meter lång.
Gränden benämns redan 1733 som Triwalds gr och fick sitt namn efter handelsmannen och amatörfysikern Mårten Triewald som i början av 1700-talet ägde en tomt inom kvarteret Medusa som finns öster om gränden. 